# Светлана Кузнецова
Светлана Кузнецова (на руски: Светла́на Алекса́ндровна Кузнецо́ва) е руска тенисистка. Има две титли на сингъл на турнири от Големия шлем. През 2004 г. печели Откритото първенство на САЩ, а през 2009 Ролан Гарос. На двойки е двукратна победителка от Откритото първенство на Австралия, през 2005 г. с Алиша Молик и 2012 с Вера Звонарьова.